# Zutty Singleton
Zutty Singleton, właśc. Arthur James Singleton (ur. 14 maja 1898 w Bunkie, zm. 14 lipca 1975 w Nowym Jorku) – amerykański perkusista. Jest uważany za jednego z dwóch najważniejszych (obok Baby Doddsa) perkusistów początków jazzu nowoorleańskiego.

## Życiorys
Zadebiutował na scenie w 1915, kiedy to wystąpił u boku Steve'a Lewisa w Rosebud Theatre w Nowym Orleanie. Podczas I wojny światowej służył w marynarce wojennej, później podjął pracę jako szofer. Niedługo później wrócił do zawodowego uprawiania muzyki – najpierw wstąpił do zespołu Toma Roadhouse’a, później – w 1921 – Luisa Russella, by wreszcie z końcem wspomnianego roku rozpocząć współpracę z orkiestrą Fate’a Marable’a na parowcu pływającym po Missisipi.
W 1924 nagrał swoją pierwszą płytę z Fate’em Marable’em. W następnych latach, w miarę rozwoju swej kariery, często zmieniał miejsce pobytu – mieszkał m.in. w St Louis, Chicago, Nowym Jorku i Los Angeles.
Znany jest przede wszystkim ze współpracy z Louisem Armstrongiem. Był jednym z pierwszych perkusistów, którzy podczas koncertów grali solówki.